# Prostea pinnata
Prostea pinnata là một loài thực vật có hoa trong họ Bồ hòn. Loài này được (Poir.) Cambess. miêu tả khoa học đầu tiên năm 1829.